# Jennifer Tamas (autrice)
Pour la volleyeuse américaine, voir Jennifer Tamas.
Pour les articles homonymes, voir Tamas.
Jennifer Tamas est une enseignante et autrice française. Spécialisée dans la littérature française du XVIIe siècle, elle s’intéresse à la façon dont celle-ci modèle nos représentations dans le domaine du genre.

## Biographie
Agrégée de Lettres Modernes, Jennifer Tamas soutient en 2012 à l'université Paris-Sorbonne une thèse en stylistique consacrée à Racine intitulée Dire ou ne pas dire : du silence éloquent à l'énonciation tragique des déclarations d'amour chez Racine. Dans le même temps (2013), elle obtient un PhD en littérature française à l'université Stanford.
Elle enseigne la littérature française de l'Ancien Régime à l’université Rutgers, dans le New Jersey.
En 2023 elle publie Au NON des femmes, où elle revendique pour analyser les textes classiques une « méthode inductive », qui « part du présent », examinant contes de fées, romans et pièces de théâtre à l'aune des interrogations féministes contemporaines. L'ouvrage dresse une anthologie des refus féminins dans la littérature.
Dans Faut-il en finir avec les contes de fées ? en 2024, elle conteste que tous les contes de fées soient sexistes et montre qu'une relecture peut en faire émerger de nombreux personnages féminins positifs et acteurs. 
Avec Peut-on encore être galant ? elle décrit la genèse de la galanterie et avance que loin de se réduire à des formes de politesses que certains perçoivent aujourd'hui comme contribuant à un asservissement des femmes aux hommes, il s'agit d'un art des rapports sociaux inventé par les femmes dans les cercles mondains sous Louis XIV, pour policer les relations brutales entre les individus. 

## Ouvrages
- Le silence trahi : Racine ou la déclaration tragique, Droz, coll. « Travaux du Grand Siècle », 264 p. (ISBN 978-2-600-05870-4) ;
- avec Frédéric Calas, Nathalie Freidel, Cécile Lignereux, Madame de Sévigné, Lettres de l'année 1671, Atlande, 9 janvier 2013, 283 p. ;
- en collaboration avec Hélène Bilis, Dramaturgie du non-dit sur la scène classique au XVIIe et XVIIIe siècles, Classiques Garnier, 2014 ;
- Au NON des femmes, Seuil, coll. « La Couleur des idées », 3 mars 2023, 324 p.[4],[8] ;
- Faut-il en finir avec les contes de fées ?, De La Martinière, 18 mai 2024, 28 p.[6] ;
- Peut-on encore être galant ?, Seuil, 19 octobre 2024, 58 p..